# ベルカキト
ベルカキト（Berkakit、ロシア語: Беркаки́т、サハ語: Беркакит）はロシア連邦のサハ共和国南部、ネリュングリ地区に位置する町であり、ネリュングリの南東7kmに位置し、アルダン川の支流であるベルカキト川の右岸に位置する。ベルカキトの名はエヴェンキの言葉でクロスボウを意味する。1979年にアムール・ヤクーツク鉄道の建設のために建てられたが、1977年にはすでに労働者集落のリストに記載されていた。物流拠点であり、主な産業はベルカキト駅での運輸、貿易業である。

## 人口
| 4599 | 9031 | 4925 | 4291 |

## 交通
アムール・ヤクーツク鉄道のベルカキト駅がある。また、連邦高速道路M56（A360 "レナ"）が通っている。